# Euphonia chalybea
Euphonia chalybea là một loài chim trong họ Fringillidae.

## Hình ảnh

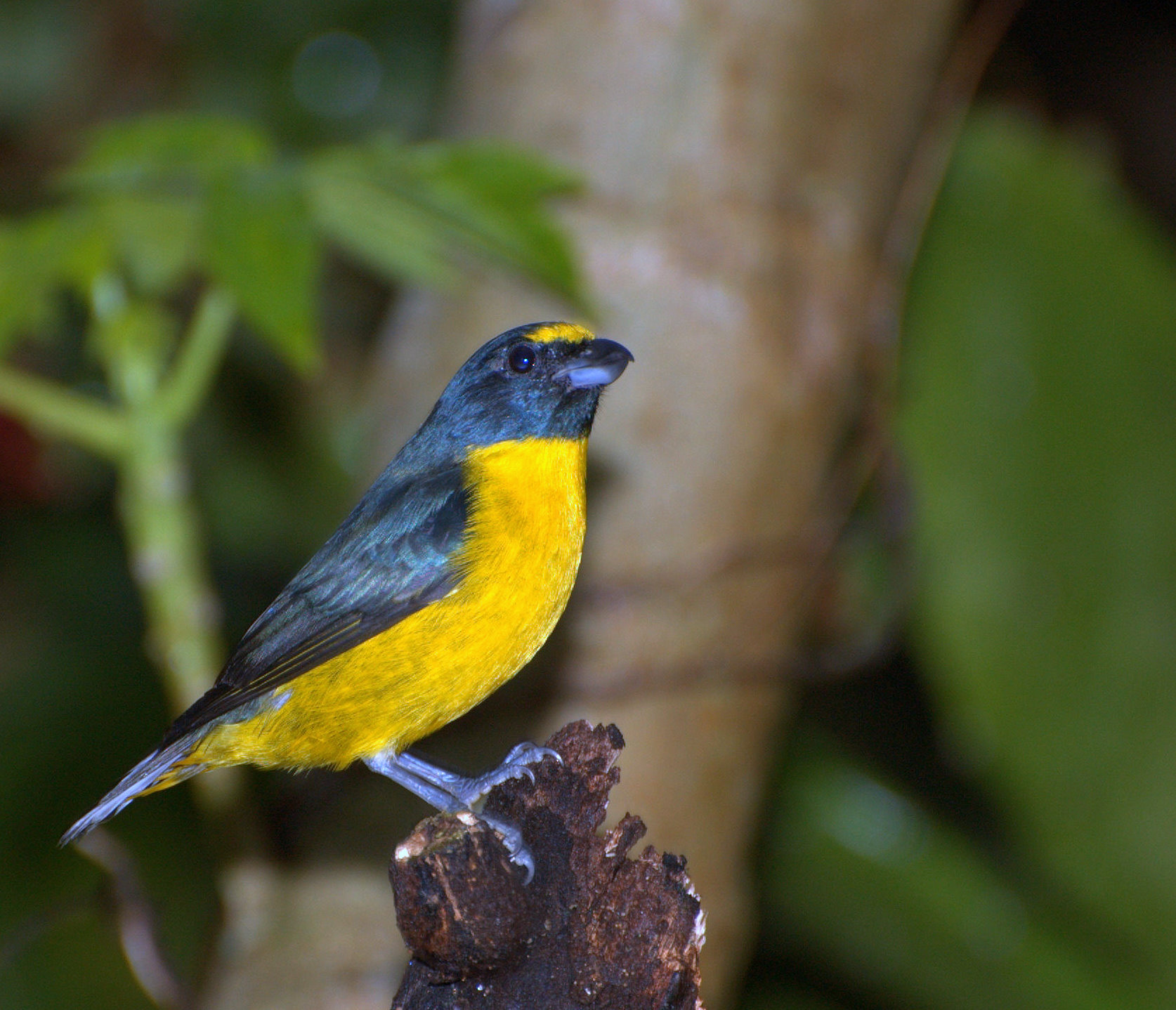
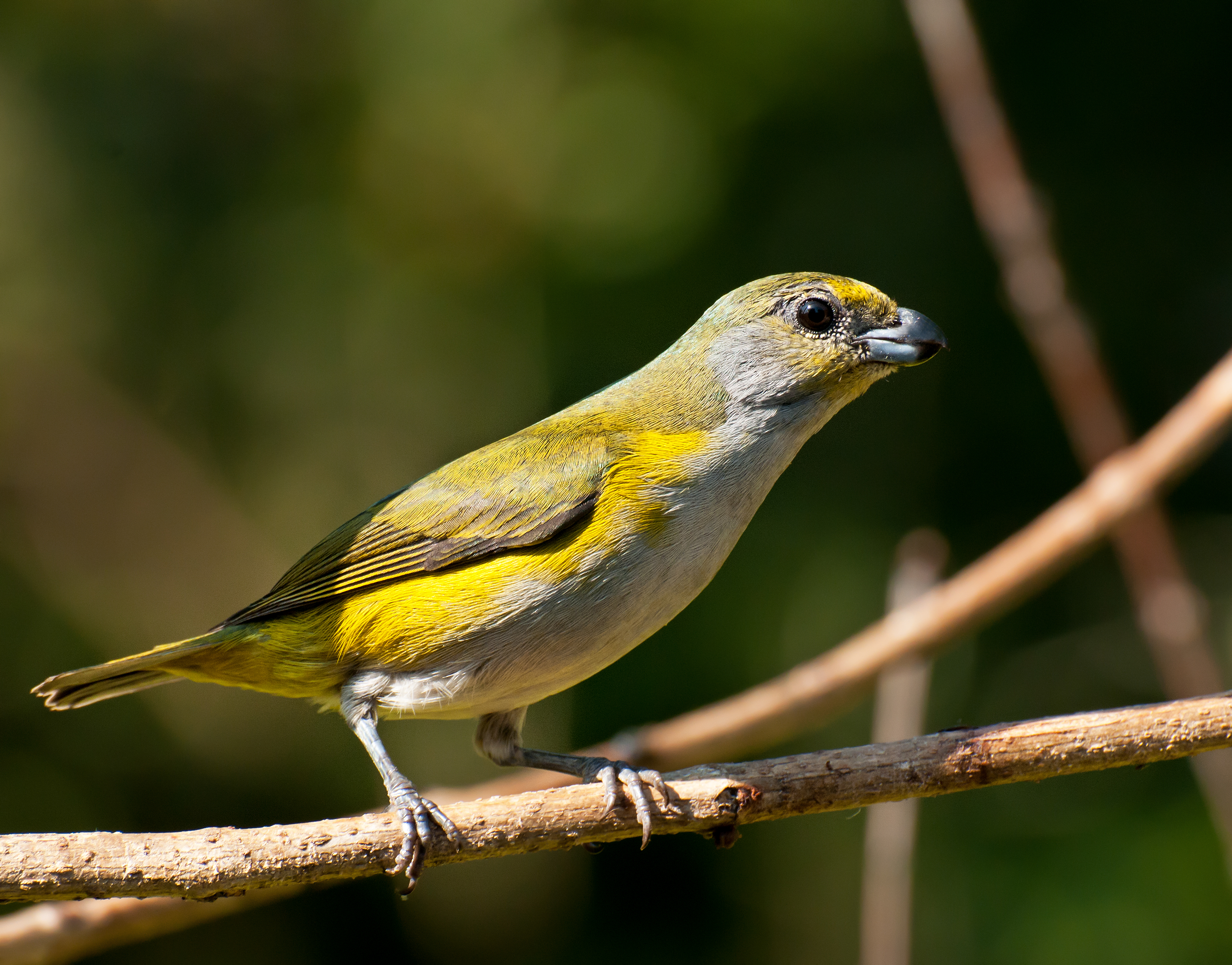
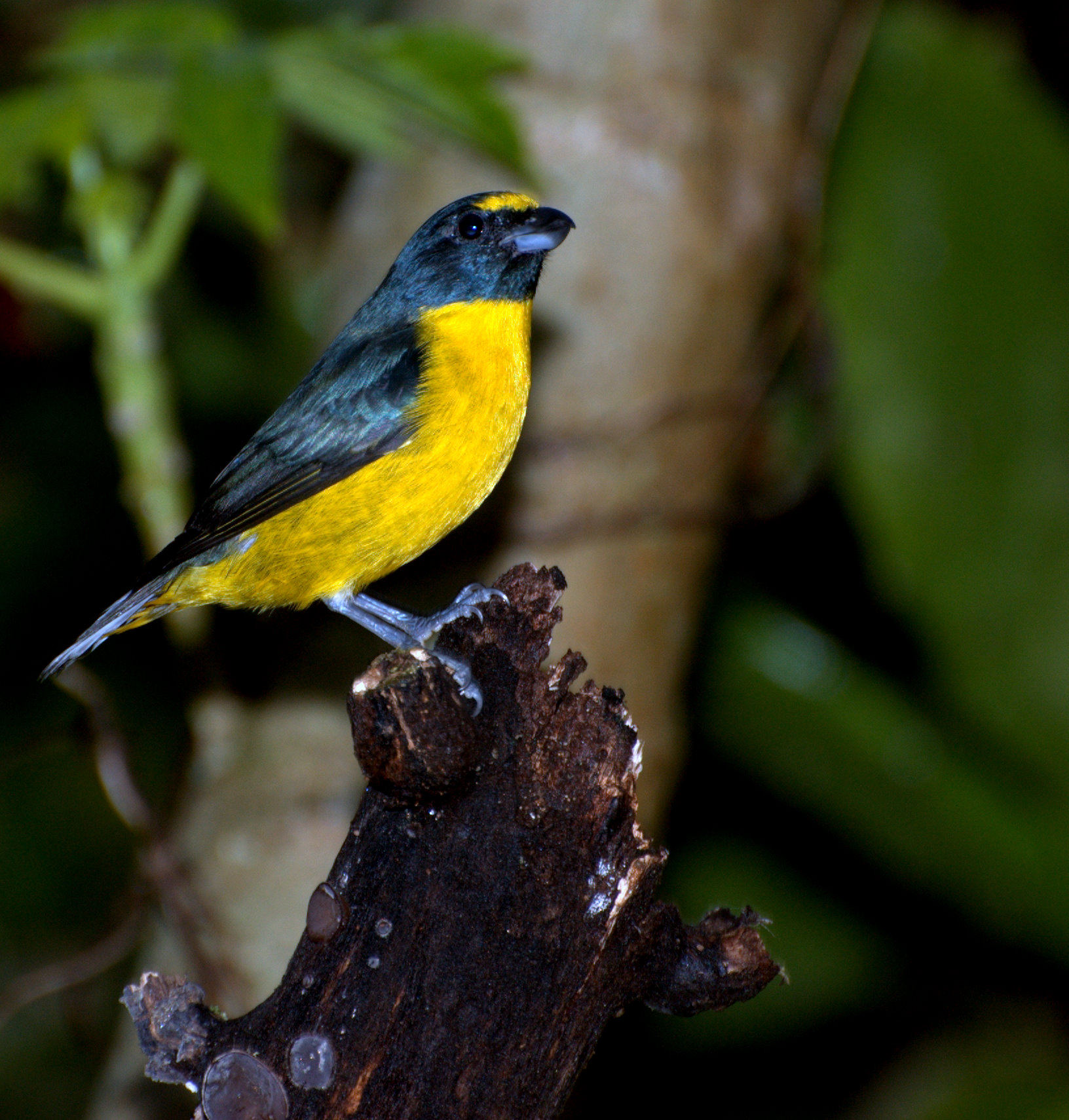
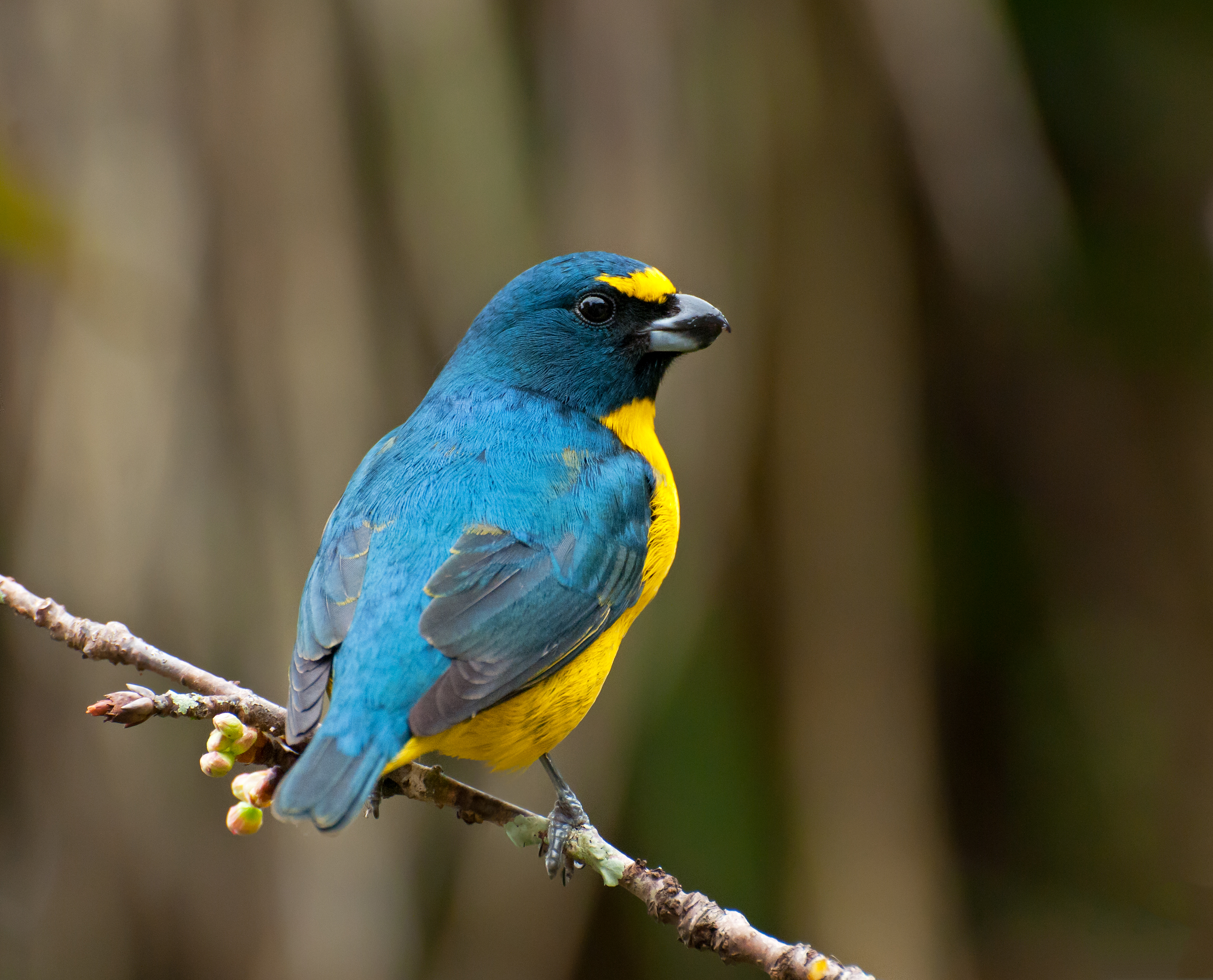